# 迪廷根 (巴塞爾鄉村州)

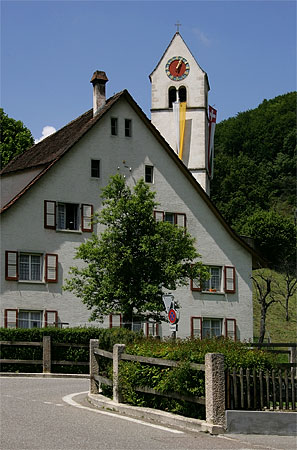

迪廷根是瑞士的城鎮，位於該國北部，由巴塞爾鄉村州負責管轄，面積6.75平方公里，海拔高度404米，2012年人口756，七成半人口信奉羅馬天主教，人口密度每平方公里112人。

## 外部連結
- Official website （页面存档备份，存于） （德文）